# Abdullah Bughra

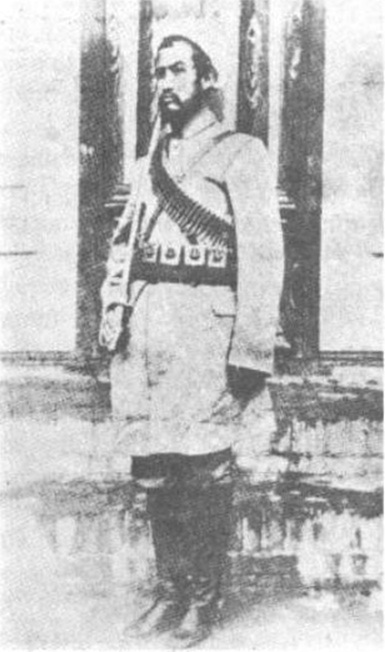
Abdullah Bughra ca. 1933.

Abdullah Bughra oder Emir Schah Mansur (uigurisch ئابدۇللا بۇغرا, عبد الله بغرا; chinesisch 阿不都拉·布格拉, Pinyin Ā bù dū lā Bù gé lā; gestorben 28. März 1934) war ein uigurischer Emir der Islamischen Republik Ostturkestan.
Abdullah entstammte der reichen Familie Bughra aus Hotan. Zusammen mit seinen beiden Brüdern Muhammad Amin Bughra und Nur Ahmad Jan Bughra hatte er eine Rebellion der Arbeiter der Goldminen von Surghak (Keriya uigurisch كېرىيە) und entlang der Flüsse Yurungkax und Karakax angezettelt und sich selbst als Emir eingesetzt.
Am 16. März 1933 riefen die Brüder die Unabhängigkeit von China aus. Zusammen mit anderen Kräften bemühten sie sich um Unabhängigkeit von China einerseits und der Sowjetunion andererseits.
In der Schlacht von Kashgar (1934) (Februar) befehligte er kirgisische und uigurische Einheiten gegen die 36. Division der Nationalrevolutionären Armee, die von moslemischen Hui-Chinesen gebildet wurde. Die Hui waren loyal gegenüber der Republik China. Die Separatisten hatten die 36. Division in Kaschgar eingeschlossen und auch Hodscha Niyaz kam den Belagerern zu Hilfe, doch die Hui wehrten die Angreifer ab, die schwere Verluste erlitten. Nachdem die Belagerer abgezogen waren, nahmen die Hui Rache für das Kizil-Massaker.
In der Schlacht von Yarkant wurde er von Ma Zhancang und Ma Fuyuan mit ihren Truppen in einer Stärke von 10.000 Mann angegriffen, als er mit seinen Truppen mit einer Stärke von 2.500 Mann von Yarkant nach Yengisar aufbrechen wollte, um seinem Bruder Nur Ahmad Jan Bughra zu Hilfe zu kommen. In diesem Kampf war auch eine kleine Gruppe afghanischer Freiwilliger von König Mohammed Zahir Schah beteiligt. Nach zwei Wochen blutiger Angriffe waren am 28. März 1934 von den 2.500 Soldaten Abdullahs 2.300 getötet oder verwundet. Das letzte Gefecht ereignete sich in der Nähe der schwedischen Mission in Yarkant. Abdullah Bughra wurde getötet und enthauptet und sein Kopf an der Idgah-Moschee in Kaschgar ausgestellt. Alle 24 Afghanen blieben bis zuletzt bei Bughra und wurden getötet.
Nach einer anderen Version wurde sein Körper nicht gefunden und man spekulierte über seinen Verbleib.